# Герои Социалистического Труда Краснодарского края

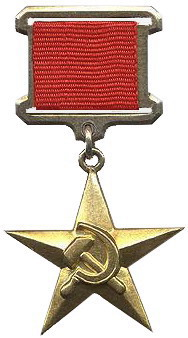
Золотая медаль «Серп и Молот»

В настоящий список включены по алфавиту:
1. Герои Социалистического Труда (в том числе дважды), на момент присвоения звания проживавшие на территории современного Краснодарского края — 493 человека; кроме них, приведены (и выделены  персиковым цветом ) Герои, проживавшие на территории Адыгейской автономной области, ранее входившей в состав Краснодарского края, а ныне являющейся самостоятельным субъектом Российской Федерации — Республикой Адыгея — 36 человек (суммарное количество — 529 человек).
2. Уроженцы Краснодарского края, удостоенные звания Героя Социалистического Труда в других регионах СССР (в том числе дважды) — 108 человек.
3. Герои Социалистического Труда, прибывшие на постоянное проживание в Краснодарский край — 57 человек.
4. Лица, лишённые звания Героя Социалистического Труда — 3 человека.
Вторая и третья часть списка могут быть неполными из-за отсутствия данных о месте рождения и месте смерти ряда Героев.
В таблицах отображены фамилия, имя и отчество Героев, должность и место работы на момент присвоения звания, дата Указа Президиума Верховного Совета СССР, отрасль народного хозяйства, а также ссылка на биографическую статью на сайте «Герои страны» при наличии статьи. Формат таблиц предусматривает возможность сортировки по указанным параметрам путём нажатия на стрелку в нужной графе.

## История
Первое присвоение звания Героя Социалистического Труда в Краснодарском крае было произведено во время Великой Отечественной войны, 5 ноября 1943 года, паровозному машинисту депо Армавир Северо-Кавказской железной дороги А. Х. Делову и начальнику участка восстановления тоннелей Управления военно-восстановительных работ № 12 И. А. Яцкову.
Самое большое количество число присвоений звания Героя Социалистического Труда в Краснодарском крае произошло в конце 1940-х годов, когда за получение высоких урожаев были награждены в 1948 году — 90 человек (из них 20 являлись тружениками Адыгейской автономной области) и в 1949 году — 76 человек.
Последним Героем Социалистического Труда 30 апреля 1991 года стал И. Е. Трубилин, ректор Кубанского сельскохозяйственного института.

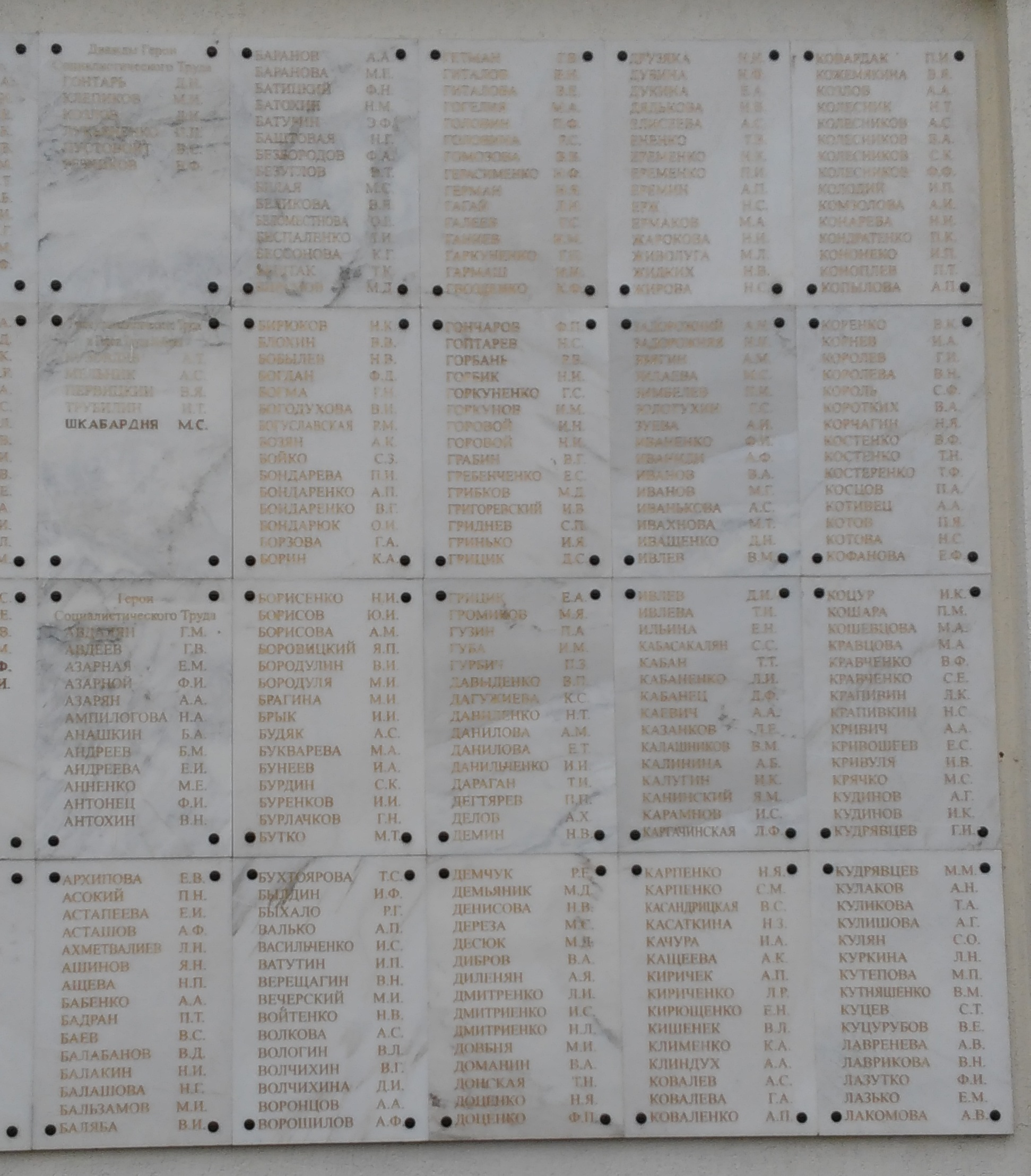
Мемориальная доска с именами Героев Социалистического Труда Кубани и Адыгеи. Краснодар, 2017.
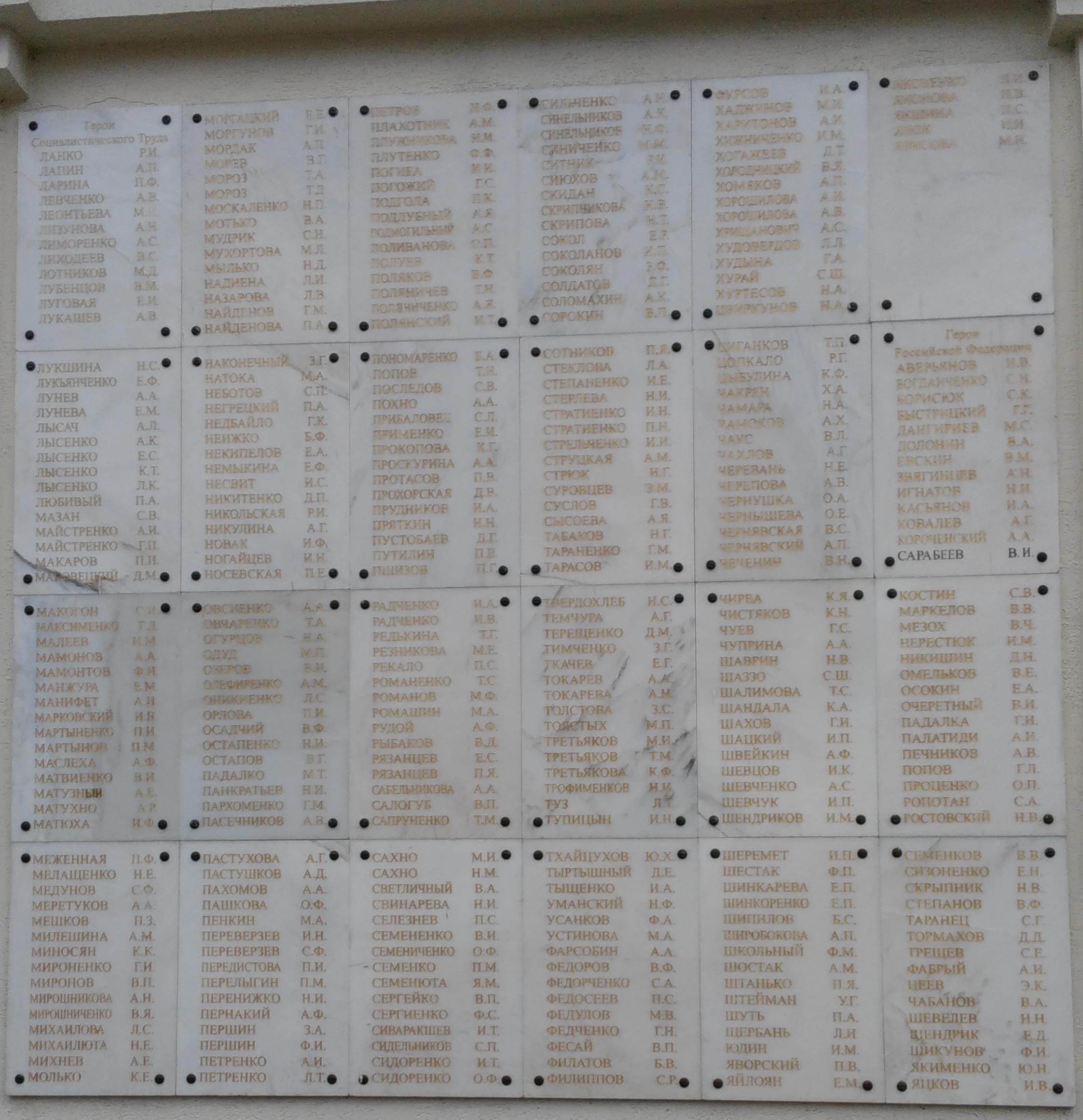
Мемориальная доска с именами Героев Социалистического Труда Кубани и Адыгеи. Краснодар, 2017.

## Лица, удостоенные звания Героя Социалистического Труда в Краснодарском крае
| № | Фамилия, имя, отчество           | Даты жизни              | Деятельность | Дата присвоения       | Отрасль            | ГС       |
| - | -------------------------------- | ----------------------- | --- | --------------------- | ------------------ | -------- |
| 1 | Гонтарь Дмитрий Иванович         | 28.01.1911 — 06.01.1992 | Комбайнёр Восточной МТС Ленинградского района Краснодарского края | 30.04.1951 15.05.1954 | сельское хозяйство | [ ГС 1 ] |
| 2 | Клепиков Михаил Иванович         | 27.04.1927 — 23.03.1999 | Бригадир колхоза «Кубань» Усть-Лабинского района Краснодарского края | 31.12.1965 05.06.1986 | сельское хозяйство | [ ГС 2 ] |
| 3 | Лукьяненко Павел Пантелеймонович | 09.06.1901 — 13.06.1973 | Заведующий отделом селекции Краснодарского научно-исследовательского института сельского хозяйства                                                                                    | 31.10.1957 08.04.1971 | наука              | [ ГС 3 ] |
| 4 | Пустовойт Василий Степанович     | 14.01.1886 — 11.10.1972 | Заведующий отделом селекции и семеноводства масличных культур и лабораторией селекции подсолнечника Всесоюзного научно-исследовательского института масличных культур, гор. Краснодар | 31.10.1957 10.04.1963 | наука              | [ ГС 4 ] |
| 5 | Резников Вадим Федотович         | 05.09.1925 — 02.10.1996 | Председатель колхоза «Победа» Каневского района Краснодарского края | 31.10.1957 11.10.1985 | сельское хозяйство | [ ГС 5 ] |

## Уроженцы Краснодарского края, удостоенные звания Героя Социалистического Труда в других регионах СССР
| № | Фамилия, имя, отчество | Даты жизни              | Деятельность | Дата присвоения       | Отрасль        | ГС       |
| - | ---------------------- | ----------------------- | --- | --------------------- | -------------- | -------- |
| 1 | Козлов Дмитрий Ильич   | 01.10.1919 — 07.03.2009 | Начальник и главный конструктор Центрального специализированного конструкторского бюро Министерства общего машиностроения СССР, гор. Куйбышев | 17.06.1961 26.07.1979 | машиностроение | [ ГС 1 ] |

| №         | Фамилия, имя, отчество                | Даты жизни              | Деятельность | Дата присвоения | Отрасль            | ГС         |
| --------- | ------------------------------------- | ----------------------- | --- | --------------- | ------------------ | ---------- |
| 1         | Александров Анатолий Сергеевич        | 03.12.1899 — 29.03.1979 | Заместитель начальника Первого главного управления при Совете Министров СССР, генерал-майор инженерно-технической службы, гор. Москва | 29.10.1949      | атомпром           | [ ГС 2 ]   |
| 2         | Анастасиади Анастас Евстафьевич       | 12.06.1926 — 29.03.1997 | Бригадир малой комплексной бригады Унгутского леспромхоза Министерства лесной, целлюлозно-бумажной и деревообрабатывающей промышленности СССР, Манский район Красноярского края                                                                          | 17.09.1966      | леспром            | [ ГС 3 ]   |
| 3         | Аркатов Михаил Кузьмич                | род. 02.11.1936         | Бригадир кузнецов-штамповщиков Волгоградского тракторного завода имени Ф. Э. Дзержинского производственного объединения «Волгоградский тракторный завод имени Ф. Э. Дзержинского» Министерства тракторного и сельскохозяйственного машиностроения СССР   | 10.03.1981      | машиностроение     | [ ГС 4 ]   |
| 4         | Асютченко Анатолий Александрович      | род. 09.06.1937         | Бригадир горнорабочих очистного забоя шахты имени газеты «Социалистический Донбасс» производственного объединения «Донецкуголь» Министерства угольной промышленности Украинской ССР, Донецкая область                                                    | 25.08.1980      | углепром           | [ ГС 5 ]   |
| 5         | Баштовой Пётр Алексеевич              | 1927—1984               | Тракторист колхоза «Путь к коммунизму» Апанасенковского района Ставропольского края | 07.12.1973      | сельское хозяйство | [ ГС 6 ]   |
| 6         | Божулич Дарья Владимировна            | 11.03.1907 — 1999       | Звеньевая колхоза имени Сталина Сальского района Ростовской области | 27.07.1949      | сельское хозяйство | [ ГС 7 ]   |
| 7         | Бородавка Василий Васильевич          | 13.06.1921 — 23.05.1994 | Дерево-модельщик Тбилисского стале-чугунолитейного завода «Центролит» Министерства чёрной металлургии СССР | 02.04.1966      | металлургия        | [ ГС 8 ]   |
| 8         | Братченко Борис Фёдорович             | 09.11.1912 — 02.10.2004 | Министр угольной промышленности СССР, гор. Москва | 06.10.1982      | углепром           | [ ГС 9 ]   |
| 9         | Будеев Дмитрий Иванович               | 1918 — ????             | Бригадир тракторной бригады Меркенской МТС, Джамбулская область | 28.03.1948      | сельское хозяйство | [ ГС 10 ]  |
| 10        | Бурмистров Александр Иванович         | 30.08.1929 — 10.12.2008 | Машинист комбайна шахты «Юго-Западная» № 1 комбината «Шахтантрацит» Министерства угольной промышленности СССР, Каменская область | 26.04.1957      | углепром           | [ ГС 11 ]  |
| 11        | Гаценко Андрей Тихонович              | 29.10.1928 — 19.12.1987 | Горнорабочий очистного забоя шахты «Южная» № 1 комбината «Ростовуголь» Министерства угольной промышленности СССР, Ростовская область | 30.03.1971      | углепром           | [ ГС 12 ]  |
| 12        | Гиталов Виктор Никонович              | род. 08.10.1940         | Фрезеровщик Климовского машиностроительного завода имени В. Н. Доенина Климовского производственного объединения текстильного машиностроения Министерства машиностроения для лёгкой и пищевой промышленности и бытовых приборов СССР, Московская область | 10.03.1981      | машиностроение     | [ ГС 13 ]  |
| 13        | Грабин Василий Гаврилович             | 09.01.1900 — 18.04.1980 | Главный конструктор конструкторского бюро ствольной артиллерии завода № 92, генерал-майор технических войск, Горьковская область | 28.10.1940      | машиностроение     | [ ГС 14 ]  |
| 14        | Давыденко Жанна Даниловна             | род. 17.07.1929         | Мастер-маслодел Корсунь-Шевченковского маслозавода Министерства мясной и молочной промышленности Украинской ССР, Черкасская область | 14.06.1966      | пищепром           |            |
| 15        | Дженали Бегджа                        | 1908 — ????             | Старший чабан каракулеводческого совхоза «Равнина» Министерства внешней торговли СССР, Байрам-Алийский район Марыйской области | 15.09.1948      | сельское хозяйство | [ ГС 15 ]  |
| 16        | Додор Анатолий Прокофьевич            | 10.05.1939 — 07.10.2011 | Токарь Уральского вагоностроительного завода Министерства оборонной промышленности СССР, гор. Нижний Тагил Свердловской области | 26.04.1971      | машиностроение     | [ ГС 16 ]  |
| 17        | Дроботов Андрей Денисович             | 08.03.1928 — 13.01.1996 | Бригадир проходчиков горных выработок шахты «Беринговская» № 2 треста «Северовостокуголь» Министерства угольной промышленности СССР, Чукотский национальный округ                                                                                        | 30.03.1971      | углепром           | [ ГС 17 ]  |
| 18        | Ерёмин Александр Павлович             | 17.08.1941 — 28.03.2014 | Буровой мастер Узенского управления буровых работ производственного объединения «Мангышлакнефть» Министерства нефтяной промышленности СССР, Мангышлакская область                                                                                        | 02.03.1981      | нефтепром          | [ ГС 18 ]  |
| 19        | Ефремов Борис Владимирович            | род. 1938               | Токарь-расточник завода «Ташсельмаш» имени К. Е. Ворошилова Министерства тракторного и сельскохозяйственного машиностроения СССР, гор. Ташкент | 03.01.1974      | машиностроение     | [ ГС 19 ]  |
| 20        | Жихарев Пётр Филиппович               | род. 1930               | Старший чабан государственного племенного овцеводческого завода «Большевик» Ипатовского района Ставропольского края | 08.04.1971      | сельское хозяйство | [ ГС 20 ]  |
| 21        | Звездин Александр Григорьевич         | 19.11.1903 — 22.12.1997 | Сталевар мартеновских печей Люблинского литейно-механического завода имени Л. М. Кагановича Народного Комиссариата путей сообщения СССР, Московская область                                                                                              | 05.11.1943      | металлургия        | [ ГС 21 ]  |
| 22        | Иглин Селиверст Герасимович           | 1904 — 01.11.1975       | Директор совхоза «Бештаугорец» Предгорного района Ставропольского края | 07.12.1973      | сельское хозяйство | [ ГС 22 ]  |
| 23        | Камзолова Александра Ивановна         | 1916 — ????             | Звеньевая колхоза имени Карла Маркса, гор. Кизляр Грозненской области | 17.09.1949      | сельское хозяйство | [ ГС 23 ]  |
| 24        | Караколев Семён Савельевич            | 10.09.1909 — 09.08.1964 | Производитель работ строительно-монтажного управления № 3 треста «Союзпроводмеханизация» Главгаза СССР, Московская область | 09.08.1958      | строительство      |            |
| 25        | Касавченко Георгий Васильевич         | 1930 — 09.1990          | Главный геолог Кызылкумской геологоразведочной экспедиции треста «Самаркандгеология» Министерства геологии Узбекской ССР, Бухарская область | 20.04.1971      | геология           | [ ГС 24 ]  |
| 26        | Кириленко Фёдор Петрович              | 1886—1955               | Старший чабан колхоза «Пробуждение» Ново-Покровского района Семипалатинской области | 23.07.1948      | сельское хозяйство | [ ГС 25 ]  |
| 27        | Климасенко Леонид Сергеевич           | 22.02.1909 — 14.11.1974 | Бывший главный сталеплавильщик Кузнецкого металлургического комбината Кемеровского совнархоза, ныне заместитель председателя Кемеровского совнархоза | 19.07.1958      | металлургия        | [ ГС 26 ]  |
| 28        | Клиточенко Николай Николаевич         | 1911—1968               | Механик отделения зернового совхоза «Кагальницкий» Министерства совхозов СССР, Кагальницкий район Ростовской области | 05.03.1949      | сельское хозяйство | [ ГС 27 ]  |
| 29        | Кобзарь (Данелюк) Елизавета Давидовна | 1913 — ????             | Звеньевая свиноводческого совхоза имени 20-летия Октября Министерства совхозов СССР, Харьковская область | 05.05.1949      | сельское хозяйство |            |
| 30        | Кобыльников Анатолий Петрович         | 15.10.1923 — ????       | Гарпунёр китобойного судна «Дерзкий» Антарктической китобойной флотилии «Советская Украина» Министерства рыбного хозяйства СССР, Одесская область | 26.04.1971      | рыбпром            | [ ГС 28 ]  |
| 31        | Коваленко Григорий Игнатович          | 17.02.1911 — 1969       | Начальник комплексной бригады Улан-Удэнского паровозоремонтного завода, Бурят-Монгольская АССР | 05.11.1943      | транспорт          | [ ГС 29 ]  |
| 32        | Ковардак Прасковья Ивановна           | 17.10.1913 — 22.11.2000 | Бывшая трактористка совхоза имени Ленина Ленинского района Московской области, зачинатель стахановского движения в сельском хозяйстве | 22.09.1975      | сельское хозяйство | [ ГС 30 ]  |
| 33        | Кожевников Семён Григорьевич          | 15.04.1913 — 10.01.1990 | Бригадир комплексной бригады управления строительства «Даугавагэсстрой» Министерства энергетики и электрификации СССР, Латвийская ССР | 20.04.1971      | сельское хозяйство | [ ГС 31 ]  |
| 34        | Кондрашёв Иван Иванович               | 28.07.1927 — 2008       | Электросварщик строительного управления № 5 треста «Шаимгазстрой» Министерства газовой промышленности СССР, Ханты-Мансийский национальный округ | 30.03.1971      | газпром            | [ ГС 32 ]  |
| 35        | Кононенко Василий Николаевич          | 28.09.1931 — ????       | Звеньевой винсовхоза «Малоречинский» Алуштинского района Крымской области | 26.02.1958      | сельское хозяйство | [ ГС 33 ]  |
| 36        | Конопатов Александр Дмитриевич        | 22.03.1922 — 23.05.2004 | Главный конструктор Конструкторского бюро химической автоматики Министерства общего машиностроения СССР, гор. Воронеж | 26.07.1966      | машиностроение     | [ ГС 34 ]  |
| 37        | Криковцев Михаил Петрович             | 10.10.1927 — 12.10.1997 | Слесарь локомотивного депо станции имени Максима Горького Приволжской железной дороги, Волгоградская область | 04.05.1971      | транспорт          |            |
| 38        | Криль (Замазий) Мария Алексеевна      | 1917 — ????             | Доярка Ананьевского свеклосовхоза Министерства пищевой промышленности СССР, Краснокутский район Харьковской области | 25.09.1952      | сельское хозяйство |            |
| 39        | Крыжановская Мария Аврамовна          | 1910 — ????             | Звеньевая семеноводческого совхоза «Южный» Министерства совхозов СССР, Новоалександровский район Ставропольского края | 28.02.1949      | сельское хозяйство | [ ГС 35 ]  |
| 40        | Кутафин Семён Васильевич              | 15.11.1902 — 02.1987    | Начальник Южной железной дороги, Харьковская область | 05.11.1943      | транспорт          | [ ГС 36 ]  |
| 41        | Лазарева Галина Михайловна            | 04.03.1930 — 04.12.2024 | Преподаватель технического училища № 3, гор. Ульяновск | 27.06.1978      | образование        | [ ГС 37 ]  |
| 42        | Ленник Клавдия Прохоровна             | 1919 — ????             | Свинарка совхоза «Славянский» Пахтааральского района Сырдарьинской области | 22.03.1966      | сельское хозяйство | [ ГС 38 ]  |
| 43        | Линников Георгий Кириллович           | 1903 — ????             | Бригадир тракторно-полеводческой бригады Бидаикского совхоза Кзылтуского района Кокчетавской области | 11.01.1957      | сельское хозяйство | [ ГС 39 ]  |
| 44        | Ломако Пётр Фаддеевич                 | 12.07.1904 — 27.05.1990 | Министр цветной металлургии СССР, гор. Москва | 11.07.1974      | металлургия        | [ ГС 40 ]  |
| 45        | Лошакова Надежда Корнеевна            | 1903 — ????             | Звеньевая колхоза «Комсомольская правда» Джувалинского района Южно-Казахстанской области | 28.03.1948      | сельхоз            | [ ГС 41 ]  |
| 46        | Максимова Евдокия Степановна          | 1917 — ????             | Рабочая Гонийского совхоза имени Берия Министерства сельского хозяйства СССР, Батумский район Аджарской АССР | 05.07.1949      | сельхоз            | [ ГС 42 ]  |
| 46.000001 | Мальцев Николай Алексеевич            | 10.03.1928 — 02.12.2001 | Начальник объединения «Пермнефть» Министерства нефтяной промышленности СССР, Пермская область | 30.03.1971      | нефтепром          | [ ГС 43 ]  |
| 47        | Мамай Николай Яковлевич               | 07.02.1926 — 06.06.1989 | Бригадир забойщиков шахты № 2 Северная треста «Краснодонуголь» Министерства угольной промышленности Украинской ССР, Ворошиловградская область | 26.04.1957      | углепром           | [ ГС 44 ]  |
| 48        | Мануйлов Николай Данилович            | 29.05.1927 — 24.05.1987 | Монтажник Куйбышевгидростроя Министерства электростанций СССР, Куйбышевская область | 09.08.1958      | энергетика         | [ ГС 45 ]  |
| 49        | Марару Антон Иванович                 | 1900 — ????             | Старший конюх молочного совхоза «Саратский» Министерства совхозов СССР, Саратский район Измаильской области | 22.10.1949      | сельское хозяйство |            |
| 50        | Маринич Алексей Константинович        | 05.10.1919 — 2001       | Председатель колхоза имени XXII съезда КПСС Коломенского района Московской области | 08.04.1971      | сельское хозяйство | [ ГС 46 ]  |
| 51        | Мележко Анна Александровна            | 1913 — ????             | Рабочая Ингирского совхоза имени Берия Министерства сельского хозяйства СССР, Зугдидский район Грузинской ССР | 01.09.1951      | сельское хозяйство | [ ГС 47 ]  |
| 52        | Михайленко Матрёна Ивановна           | 1906 — ????             | Рабочая Моквинского совхоза Министерства сельского хозяйства СССР, Очемчирский район Абхазской АССР | 31.07.1950      | сельское хозяйство | [ ГС 48 ]  |
| 53        | Мотренко Раиса Ивановна               | 02.04.1929 — 14.05.2024 | Электросварщица Камышбурунского железорудного комбината Крымского совнархоза, гор. Керчь | 07.03.1960      | металлургия        | [ ГС 49 ]  |
| 54        | Муравленко Виктор Иванович            | 25.12.1925 — 15.07.1977 | Начальник Главного Тюменского производственного управления по нефтяной и газовой промышленности Министерства нефтедобывающей промышленности СССР | 23.05.1966      | нефтепром          | [ ГС 50 ]  |
| 55        | Муратов Фёдор Спиридонович            | 29.04.1921 — 01.09.1992 | Председатель колхоза имени Петровского Ахтырского района Сумской области | 31.12.1965      | сельское хозяйство | [ ГС 51 ]  |
| 56        | Никитас Василий Кириллович            | 28.10.1927 — 26.12.2004 | Старший электролизник Соликамского магниевого завода Министерства цветной металлургии СССР, Пермская область | 30.03.1971      | металлургия        | [ ГС 52 ]  |
| 57        | Нубарян Грач Капрелович               | 1914 — ????             | Звеньевой колхоза имени Куйбышева Гагрского района Абхазской АССР | 03.05.1949      | сельское хозяйство | [ ГС 53 ]  |
| 58        | Олейников Александр Григорьевич       | 1922 — ????             | Бригадир арматурщиков строительного управления высотной плотины управления строительства Ингурской ГЭС Министерства энергетики и электрификации СССР, Грузинская ССР                                                                                     | 10.08.1979      | энергетика         | [ ГС 54 ]  |
| 59        | Омельченко Семён Архипович            | 15.02.1930 — 02.1995    | Капитан малого рыболовного траулера «Шквал» рыболовецкого колхоза имени Орлова, гор. Таганрог Ростовской области | 13.04.1963      | рыбпром            | [ ГС 55 ]  |
| 60        | Орлов Николай Иванович                | 1906 — ????             | Токарь-расточник завода текстильного машиностроения «Таштекстильмаш» Министерства машиностроения для лёгкой и пищевой промышленности и бытовых приборов СССР, гор. Ташкент                                                                               | 04.07.1966      | машиностроение     |            |
| 61        | Павлова Ирина Васильевна              | 1908 — ????             | Звеньевая колхоза «1 Мая» Ленкоранского района Азербайджанской ССР | 21.07.1949      | сельское хозяйство |            |
| 62        | Панов Григорий Емельянович            | 1914—1993               | Гарпунёр китобойного судна «Слава 9» китобойной флотилии «Слава» Министерства рыбной промышленности СССР, Одесская область | 09.03.1950      | рыбпром            | [ ГС 56 ]  |
| 63        | Петренко Илья Фёдорович               | 19.07.1915 — 25.02.1994 | Главный зоотехник племенного завода «Горняк» Октябрьского района Ростовской области | 22.03.1966      | сельское хозяйство | [ ГС 57 ]  |
| 64        | Пилипенко (Луговая) Марина Трофимовна | 1917 — ????             | Звеньевая Ленинского свеклосовхоза Министерства пищевой промышленности СССР, Кегичёвский район Харьковской области | 30.04.1948      | сельское хозяйство |            |
| 65        | Поддубный Илья Гаврилович             | 21.01.1913 — 1989       | Председатель колхоза «Украина» Кировского района Крымской области | 30.04.1966      | сельское хозяйство | [ ГС 58 ]  |
| 66        | Попов Владимир Александрович          | 08.12.1912 — 24.10.1977 | Главный агроном совхоза «Чистовский» Булаевского района Северо-Казахстанской области | 08.04.1971      | сельское хозяйство | [ ГС 59 ]  |
| 67        | Попов Николай Михайлович              | 05.04.1903 — 01.02.1985 | Заместитель начальника строительства и расквартирования войск Министерства обороны СССР, генерал-полковник инженерно-технической службы | 29.08.1969      | оборона            | [ ГС 60 ]  |
| 68        | Попов Николай Сергеевич               | 14.12.1931 — 04.02.2008 | Главный конструктор производственного объединения «Кировский завод» Министерства оборонной промышленности СССР, гор. Ленинград | 08.10.1975      | машиностроение     | [ ГС 61 ]  |
| 69        | Прудченко Борис Стефанович            | род. 08.01.1938         | Электросварщик Красноярского машиностроительного завода имени В. И. Ленина Министерства общего машиностроения СССР | 17.02.1975      | машиностроение     | [ ГС 62 ]  |
| 70        | Пугачёв Иван Васильевич               | 30.01.1915 — 30.01.2003 | Начальник установки каталитического крекинга Новогрозненского нефтеперерабатывающего завода Чечено-Ингушского совнархоза | 19.03.1959      | нефтехимпром       | [ ГС 63 ]  |
| 71        | Радкевич Дмитрий Кириллович           | 15.08.1910 — 2006       | Заместитель главного конструктора НИИ-944 Государственного комитета Совета Министров СССР по судостроению, гор. Москва | 17.06.1961      | машиностроение     | [ ГС 64 ]  |
| 72        | Редькина Татьяна Григорьевна          | 07.08.1913 — 13.07.2003 | Звеньевая Бомборского виноградарского совхоза Министерства пищевой промышленности СССР, Гудаутский район Абхазской АССР | 04.09.1950      | сельское хозяйство | [ ГС 65 ]  |
| 73        | Резников Алексей Львович              | род. 1933               | Мастер нефтепромыслового управления «Небитдагнефть» Туркменской ССР | 28.05.1960      | нефтепром          | [ ГС 66 ]  |
| 74        | Рыжов Иван Филиппович                 | 1928 — 01.1971          | Бригадир тракторной бригады совхоза имени Джангильдина Введенского района Кустанайской области | 11.01.1957      | сельское хозяйство | [ ГС 67 ]  |
| 75        | Садковский Иван Васильевич            | 25.07.1914 — 04.07.1987 | Машинист вращающейся печи Спасского цементно-шиферного завода Приморского совнархоза | 09.08.1958      | промстройматериалы | [ ГС 68 ]  |
| 76        | Самсонова (Юрченко) Надежда Архиповна | 1916 — 27.11.1995       | Рабочая Ингирского совхоза имени Берия Министерства сельского хозяйства СССР, Зугдидский район Грузинской ССР | 05.07.1949      | сельское хозяйство | [ ГС 69 ]  |
| 77        | Саркисян Грант Тигранович             | 18.09.1927 — 11.07.1983 | Бригадир тракторно-полеводческой бригады совхоза имени Островского Акмолинской области | 11.01.1957      | сельское хозяйство | [ ГС 70 ]  |
| 77.000002 | Седин Иван Корнеевич                  | 25.05.1906 — 03.01.1972 | Народный комиссар нефтяной промышленности СССР, гор. Москва | 24.01.1944      | нефтепром          | [ ГС 71 ]  |
| 78        | Семенюта Яков Михеевич                | 13.05.1927 — 15.02.1989 | Бригадир целинной тракторной бригады Угловской МТС Угловского района Алтайского края | 11.01.1957      | сельское хозяйство | [ ГС 72 ]  |
| 79        | Силютин Фёдор Кузьмич                 | 1913—1983               | Капитан рыболовного сейнера «Калуга» Управления морского рыболовного и зверобойного флота Министерства рыбного хозяйства СССР, гор. Холмск Сахалинской области                                                                                           | 07.07.1966      | рыбпром            | [ ГС 73 ]  |
| 80        | Ситникова (Штаба) Пелагея Терентьевна | 10.10.1924 — 05.04.2013 | Звеньевая Хирсинского виноградарского совхоза имени Берия Министерства пищевой промышленности СССР, Сигнахский район Грузинской ССР | 05.10.1949      | сельское хозяйство | [ ГС 74 ]  |
| 81        | Скрыль Василий Калинович              | 12.06.1937 — 15.07.2024 | Комбайнёр совхоза «Заря» Целиноградского района Целиноградской области | 23.06.1966      | сельское хозяйство | [ ГС 75 ]  |
| 82        | Слепуха Дмитрий Алексеевич            | 12.10.1916 — 31.01.2003 | Старший мастер экскаватора Водораздельного строительного района Волго-Донского судоходного канала имени В. И. Ленина Министерства внутренних дел СССР, Ростовская область                                                                                | 19.09.1952      | строительство      | [ ГС 76 ]  |
| 83        | Сотник Прасковья Яковлевна            | 1913 — ????             | Рабочая Насакиральского совхоза Министерства сельского хозяйства СССР, Махарадзевский район Грузинской ССР | 01.09.1951      | сельское хозяйство | [ ГС 77 ]  |
| 84        | Сотниченко Виктор Александрович       | 16.06.1929 — 07.07.2003 | Бригадир комплексной бригады проходчиков комбината «КМАруда» Министерства чёрной металлургии СССР, Белгородская область | 22.03.1966      | металлургия        | [ ГС 78 ]  |
| 85        | Супруненко Виктор Петрович            | 05.10.1928 — 02.11.1996 | Бригадир электромонтажников Нижнетагильского монтажного управления треста «Уралэлектромонтаж» Министерства монтажных и специальных строительных работ СССР, Свердловская область                                                                         | 27.04.1978      | строительство      | [ ГС 79 ]  |
| 86        | Сухачёв Иван Дмитриевич               | род. 1930               | Тракторист Абрамовского леспромхоза Министерства лесной и деревообрабатывающей промышленности СССР, Тымовский район Сахалинской области | 07.05.1971      | леспром            | [ ГС 80 ]  |
| 87        | Терин Анатолий Георгиевич             | 1923 — ????             | Главный агроном совхоза «Осиновский» Энгельсского района Саратовской области | 07.12.1973      | сельское хозяйство | [ ГС 81 ]  |
| 88        | Тимченко Александр Григорьевич        | 25.03.1927 — 28.04.1984 | Бригадир вышкомонтажной конторы треста «Татбурнефть» Татарского совнархоза | 19.03.1959      | нефтепром          | [ ГС 82 ]  |
| 89        | Томаровский Пётр Фёдорович            | 29.06.1909 — 30.07.1985 | Директор Алма-Атинского табаководческого совхоза Министерства пищевой промышленности СССР, Илийский район Алма-Атинской области | 06.05.1949      | сельское хозяйство | [ ГС 83 ]  |
| 90        | Топурия Григорий Эрастович            | 1914 — ????             | Агроном колхоза имени Берия Гагрского района Абхазской АССР | 03.05.1949      | сельское хозяйство | [ ГС 84 ]  |
| 91        | Третьяк (Птицина) Раиса Михайловна    | 20.01.1926 — 17.11.2001 | Бригадир комплексной бригады стройучастка № 3 треста «Ставропольхимстрой» Ставропольского совнархоза | 07.03.1960      | строительство      | [ ГС 85 ]  |
| 92        | Туз (Топчиева) Лидия Терентьевна      | 1928 — ????             | Рабочая Насакиральского совхоза Министерства сельского хозяйства СССР, Махарадзевский район Грузинской ССР | 01.09.1951      | сельское хозяйство | [ ГС 86 ]  |
| 93        | Туров Николай Андреевич               | 19.02.1930 — 01.08.2021 | Бригадир каменщиков строительно-монтажного управления № 4 треста № 1 «Саратовхимтяжстрой» Министерства строительства предприятий тяжёлой индустрии СССР, гор. Саратов                                                                                    | 08.01.1974      | строительство      | [ ГС 87 ]  |
| 94        | Тыщенко Иван Акимович                 | 08.11.1925 — 31.01.2014 | Директор плодовиноградарского совхоза «Капланбек» Министерства пищевой промышленности Казахской ССР, Сарыагашский район Чимкентской области | 26.04.1971      | строительство      | [ ГС 88 ]  |
| 95        | Федоренко Иван Иванович               | род. 1926               | Специалист саратовского предприятия Министерства электронной промышленности СССР | 29.07.1966      | электронпром       | [ ГС 89 ]  |
| 96        | Фёдоров Виктор Степанович             | 29.05.1912 — 01.02.1990 | Начальник Грозненского нефтекомбината Народного комиссариата нефтяной промышленности СССР, Чечено-Ингушская АССР | 24.01.1944      | нефтепром          | [ ГС 90 ]  |
| 97        | Федотов Степан Фатеевич               | 10.06.1925 — 12.2015    | Обжигальщик плиток Кучинского комбината керамических облицовочных материалов Главмоспромстройматериалов, гор. Железнодорожный, Московская область | 07.05.1971      | промстройматериалы | [ ГС 91 ]  |
| 98        | Фольмер Эдуард Яковлевич              | 23.02.1933 — 23.04.2009 | Звеньевой по откорму свиней совхоза «Ново-Романовский» Юргинского района Кемеровской области | 08.04.1971      | сельское хозяйство | [ ГС 92 ]  |
| 99        | Хачересов Микас Карапетович           | род. 1921               | Бригадир слесарей-ремонтников Араратского цементно-шиферного комбината Министерства промышленности строительных материалов Армянской ССР | 28.07.1966      | промстройматериалы |            |
| 100       | Чемеричко Сергей Алексеевич           | 31.03.1891 — 03.06.1971 | Управляющий отделением совхоза имени Карла Маркса Министерства пищевой промышленности СССР, Суворовский район Ставропольского края | 01.11.1951      | сельское хозяйство | [ ГС 93 ]  |
| 101       | Чентемиров Минас Георгиевич           | 23.02.1910 — 18.03.2004 | Бывший управляющий трестом № 25 Куйбышевского совнархоза, ныне заместитель председателя Куйбышевского совнархоза | 09.08.1958      | строительство      | [ ГС 94 ]  |
| 102       | Чумак Борис Алексеевич                | 1919—2001               | Шофёр Серпуховского пассажирского автохозяйства Московского управления пассажирского автомобильного транспорта Министерства автомобильного транспорта и шоссейных дорог РСФСР, Московская область                                                        | 05.10.1966      | транспорт          | [ ГС 95 ]  |
| 103       | Шабунина Агафья Харитоновна           | 1910 — ????             | Рабочая совхоза имени Берия Министерства сельского хозяйства СССР, Гагрский район Абхазской АССР | 31.07.1950      | сельское хозяйство | [ ГС 96 ]  |
| 104       | Шателен Михаил Андреевич              | 13.01.1866 — 31.01.1957 | Электротехник, член-корреспондент Академии наук СССР, гор. Ленинград | 12.01.1956      | наука              | [ ГС 97 ]  |
| 105       | Шкабардня Михаил Сергеевич            | 18.07.1930 — 28.01.2025 | Бывший Министр приборостроения, средств автоматизации и систем управления СССР, ныне Управляющий делами Совета Министров СССР, гор. Москва | 30.12.1990      | приборостроение    | [ ГС 98 ]  |
| 106       | Щеблыкин Павел Яковлевич              | 31.05.1927 — 06.09.2013 | Буровой мастер Шатлыкского управления буровых работ объединения «Туркменгазпром» Министерства газовой промышленности СССР, Марыйская область | 12.05.1977      | газпром            | [ ГС 99 ]  |
| 107       | Ястребова Антонина Михайловна         | 28.09.1925 — 10.08.2005 | Агроном совхоза «Стемасский» Алатырского района Чувашской АССР | 30.04.1966      | сельское хозяйство | [ ГС 100 ] |

## Герои Социалистического Труда, прибывшие в Краснодарский край на постоянное проживание из других регионов

## Лица, лишённые звания Героя Социалистического Труда
| № | Фамилия, имя, отчество         | Даты жизни  | Деятельность | Дата присвоения | Дата отмены | Отрасль            | ГС       |
| - | ------------------------------ | ----------- | --- | --------------- | ----------- | ------------------ | -------- |
| 1 | Коноплёв Пётр Тимофеевич       | 1909 — ???? | Директор зернового совхоза «Тихорецкий» Министерства совхозов СССР, Тихорецкий район Краснодарского края               | 11.02.1949      | 26.12.1950  | сельское хозяйство | [ ГС 1 ] |
| 2 | Макогон Сергей Иванович        | 1906 — ???? | Управляющий отделением зернового совхоза «Тихорецкий» Министерства совхозов СССР, Тихорецкий район Краснодарского края | 11.02.1949      | 26.12.1950  | сельское хозяйство | [ ГС 2 ] |
| 3 | Твердохлеб Никанор Савватьевич | 1913 — ???? | Старший агроном зернового совхоза «Тихорецкий» Министерства совхозов СССР, Тихорецкий район Краснодарского края        | 11.02.1949      | 26.12.1950  | сельское хозяйство | [ ГС 3 ] |